# Нестеровская, Антонина Рафаиловна
Антонина Рафаиловна Нестеровская (Нина; А. Р.) (14 марта 1890, Петербург — 7 марта 1950, Париж) — русская балерина, в эмиграции — жена князя императорской крови Гавриила Константиновича.
С 1926 года — княгиня Стрельнинская (вариант написания — Стрельницкая), с 1936 года — светлейшая княгиня Романовская-Стрельнинская.

## Биография
Родилась в Петербурге в обедневшей дворянской семье, окончила (вместе с сестрой Лидией, в замужестве Чистяковой) школу Императорского балета. Артистка кордебалета Мариинского театра, изначально с жалованием в 600 руб. В «Приложении к Ежегоднику императорских театров» старшая сестра Лидия фигурирует как «Нестеровская 1-я», а Нина — как «Нестеровская 2-я». Указывается, что выступает она с 14 марта 1905 года; и за сезон 1911—1912 года она выступала всего 62 раза. В 1907—1908 много гастролировала по России. Из Мариинского театра она ушла в 1913 году, в 1906, 1909—1911 выступала в труппе Русского балета С. П. Дягилева в Париже.
Матильда Феликсовна Кшесинская так описывает её в 1910 году:

В этом году, весною, у меня начала бывать Нина Нестеровская, которую я очень полюбила за её жизнерадостность, остроумие и веселость. Я была с ней ласкова и очень баловала. Она вышла из скромной семьи, красивой жизни не знала, но, будучи по натуре очень наблюдательной, присматривалась, как я живу, как принимаю, все запоминала и всему научилась у меня в доме.

В 1911 году их дружба продолжалась — на свой день рождения Кшесинская (возлюбленная великого князя Сергея Михайловича), пригласила именитых гостей, в том числе князя Гавриила, и затеяла капустник, в которой крошечная и пикантная Нина изображала царственную Екатерину Васильевну Гельцер и произвела большое впечатление. В 1912 году Кшесинская, уже давно оставившая императорский театр, взяла Нину с собой заграницу и, по её словам, «устроила танцевать к Дягилеву, но бесплатно, так как труппа была совершенно полна». В Монте-Карло в гостинице они занимали комнаты рядом. Именно там Нина ближе сошлась с князем Гавриилом.

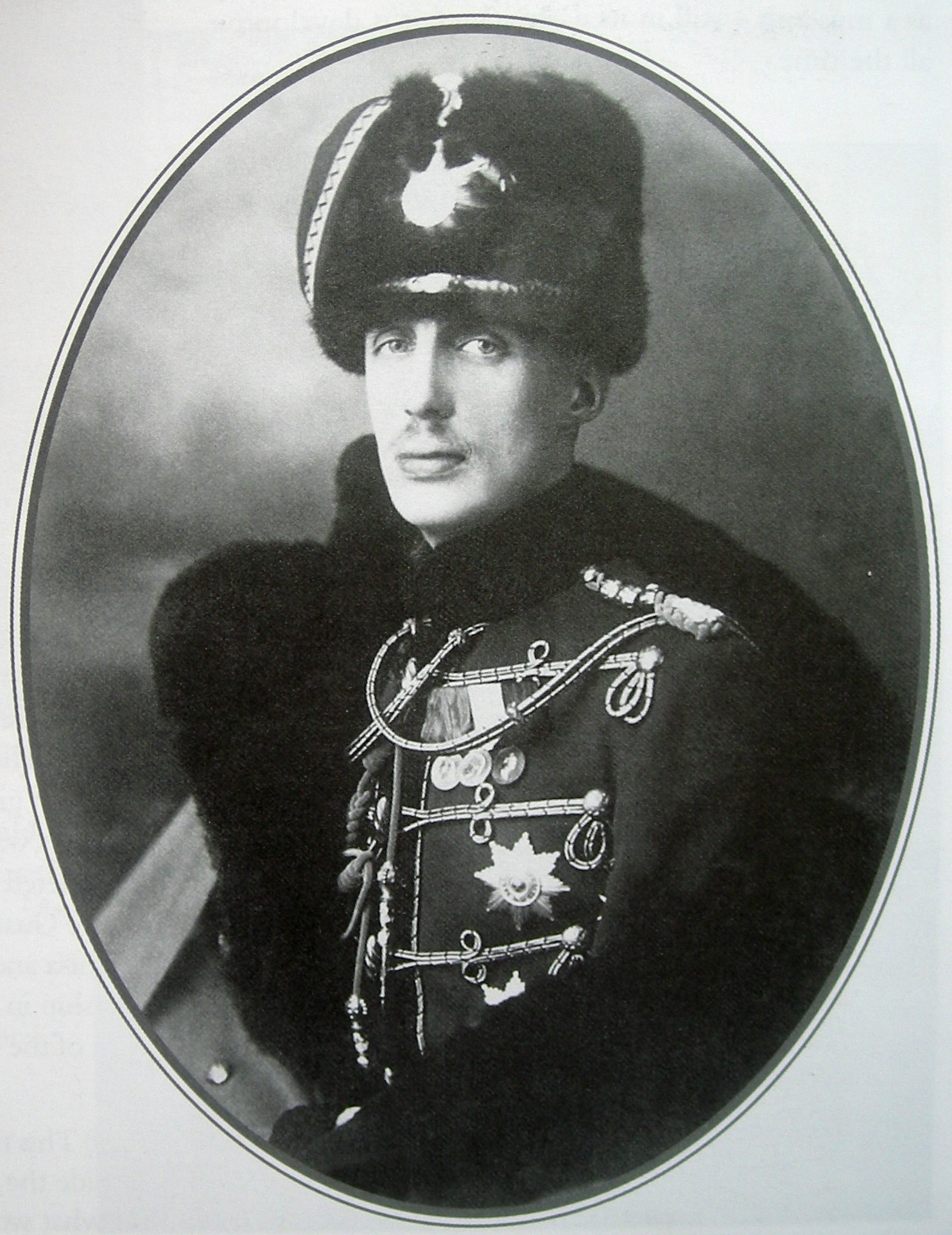
Князь в молодости

Гавриил так вспоминал об этом знакомстве:

«Каждое воскресенье в ту зиму я бывал в Мариинском театре, в балете. Мне очень нравилась артистка А. Р. Нестеровская (…). В антрактах я приходил на сцену с ней разговаривать и скоро стал бывать на её маленькой квартире, в которой она жила со своей матерью, очень почтенной женщиной из дворянской семьи родом с Кавказа. Таким образом между нами завязались дружеские отношения».

### Брак
Князь хотел жениться на своей избраннице, но, хотя князья императорской крови и могли вступать в морганатический брак, Гавриил опасался, что родные отнесутся к этому отрицательно. Он пишет, что в 1912 году, по возвращении в Россию, они тайно обручились. «Очень трудно было сделать это так, чтобы священник не знал, кого он обручает, иначе мог выйти скандал», — в конце концов, эту церемонию провел иеромонах Афонского подворья (то есть не представитель русской церкви). Затем Нина сняла дачу в Петергофе (Алякули). Весной 1913 года она сняла дачу в Павловске («у вдовы профессора Фойницкого, на Новой улице, с большим садом и с островом посреди пруда»). Во время 300-летия дома Романовых, которое торжественно праздновалось в Москве, Нина остановилась на квартире Леонида Витальевича Собинова, где её навещал нареченный жених. Позже Нина проводила его на фронт Первой Мировой, слала ему посылки и с волнением читала сводки (тем более, что его брат Олег там погиб). В 1916 году она снимала квартиру на Каменноостровском проспекте.
Сам брак последовал нескоро. Его тётка Ольга Константиновна, королева Греческая, ходатайствовала перед императором, но тот отказал: «что не может разрешить нам жениться, так как это может послужить предлогом для других членов Императорского Дома просить о том же». Тогда Гавриил стал искать другого посредника — его врачом стал доктор Варавка, который также лечил императрицу Марию Федоровну и могущественную фрейлину Анну Александровну Вырубову.

Варавка по-прежнему был моим большим другом и говорил с Вырубовой об А. Р., и просил за нас, чтобы нам разрешено было обвенчаться. Он даже говорил об этом с Императрицей Александрой Федоровной. Вопрос нашей свадьбы был совсем «на мази». Императрица ответила, что пускай мы повенчаемся — сперва нас для видимости накажут, (должно быть прикажут на время уехать), а потом простят. Оставалось лишь поставить точки на «и», но в это время убили Распутина. Я всецело был на стороне Дмитрия Павловича, чем навлек на себя недовольство Государыни и вопрос о нашей свадьбе больше не поднимался.

В своих мемуарах Гавриил пишет: «Перед самой революцией, когда дяденька был у себя в Крыму, я как-то пришел к матушке и просил её разрешить мне обвенчаться с А. Р. Матушка была в это время нездорова и лежала в постели у себя в спальне. Она дала своё согласие, но потом жалела об этом и считала, что дала его в минуту слабости, тем не менее она не считала возможным взять его обратно».
После Февральской революции Гавриил и Нина быстро обвенчались. Их свадьба состоялась в церкви Святой царицы Александры в Петрограде 9 апреля (22 апреля) 1917 года (на Красную Горку), вместе с ними представитель Императорского дома Сандро Лейхтенбергский также морганатически женился на Надежде Каралли. Но даже дядя Дмитрий Константинович, к которому Гавриил питал самые тёплые чувства, остался недоволен поступком племянника. Однако матушка благословила новобрачного и обняла. Уйдя из родительского Мраморного дворца, Гавриил «вернулся обратно на Каменноостровский в квартиру Нины, которая отныне стала и моей». Поскольку главой Дома после отречения Николая стал Михаил Александрович, Гавриил сообщил ему о женитьбе и получил «милую поздравительную телеграмму».

### Революция
После Февральской революции молодожены, считая, что жизнь продолжается, сняли дачу в Финляндии, ещё остававшейся частью Российской империи — в нескольких верстах от станции Перкиярви. Однако во время Октябрьской революции они снова жили в Петрограде.
Когда большевики издали декрет о том, что в течение трех дней все Романовы должны явиться в комиссию для получения инструкций по поводу высылки их из Петрограда, Гавриил, страдавший туберкулезом, вдобавок лежал больной инфлюенцей. В своих мемуарах он обширно цитирует душераздирающие воспоминания Нины об этом периоде (этот текст был отдельно опубликован ею в журнале «Иллюстрированная Россия» в 1934 году). Она писала о том, как умолила Урицкого (также туберкулезника) не высылать мужа из столицы, в отличие от его братьев и кузенов. Гавриил больной оставался лежать в квартире, в которой проходили непрерывные обыски, однако в итоге он все-таки был арестован:

«Нас буквально оторвали друг от друга. Мужа увели. Я бросилась за ним вся в слезах, в последний раз обняла его и благословила. Постояв минуту на месте, ничего не видя из-за слез, я бессознательно пошла к выходу.
На улице я увидела автомобиль. С двумя вооруженными солдатами проезжал мой муж. Автомобиль едва не задел меня. Я стала бежать за автомобилем, что-то шепча, крича и спотыкаясь. Вдруг автомобиль остановился. Я бросилась и ещё раз обняла моего мужа…»

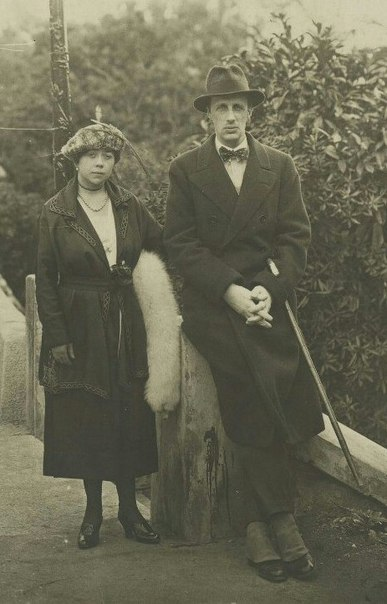
C мужем в эмиграции: Гавриил имел почти 2 метра роста и трогательно смотрелся рядом с крохотной женой

Деятельная Нина активно ходатайствовала за больного мужа перед всеми, кого могла достать («За месяц пребывания мужа в тюрьме, я потеряла полтора пуда, буквально не могла двигаться от слабости, но энергия во мне развилась чудовищная»). Она дошла до Марией Фёдоровной Андреевой (Нина Николаевна Берберова уточняет, что князя и Горького лечил один врач — Иван Иванович Манухин, который также хлопотал за него), и в итоге её муж Максим Горький сообщил, что Ленин дал своё согласие на освобождение мужа и официальную бумагу об этом везет из Москвы сам Луначарский — однако из-за убийства Урицкого все это застопорилось. В итоге, благодаря помощи Бокия, занявшего место Урицкого, князь был перемещен из тюрьмы в клинику Герзони, но там же находилась морганатическая жена великого князя Михаила Александровича Брасова, с которой князю было запрещено общаться. И через два дня он был перевезен на квартиру к Горькому, где к нему присоединилась Нина, и они прожили там некоторое время. Писатель хлопотал за них, и получил от Зиновьева разрешение на их выезд в Финляндию.
Феликс Феликсович Юсупов в своих мемуарах так пишет о Нине: «Князь Гаврила уцелел благодаря усиленным хлопотам и ловкости жены его. Остальных посадили в Петропавловскую крепость и вскоре расстреляли» (в крепости расстреляли 4 великих князей, арестованных в Петербурге одновременно с Гавриилом — см. Расстрел великих князей). Три из четверых остававшихся в живых к тому моменту его братьев также были казнены (Иоанн, Игорь, Константин — см. Алапаевские мученики), спасся только Георгий.
11 ноября 1918 года супруги покинули Петроград и на поезде прибыли в Белоостров. В Финляндию больной Гавриил был перевезен в ручной тележке. Супруги отправились в санаторий близ Гельсингфорса для лечения.

### Эмиграция
Оттуда перебрались во Францию. В эмиграции, как упоминает Кшесинская, супруги жили, в частности, в Болье. В 1920 году князь с женой обосновались в Париже.
В 1926 году великий князь Кирилл Владимирович, считавший себя главой Императорского дома в изгнании, пожаловал ей титул княгини Стрельнинской, а в 1935 году — святлейшей княгини Романовской-Стрельнинской. Титул был образован по названию имения этой ветви рода Романовых — Стрельне (Константиновский дворец).

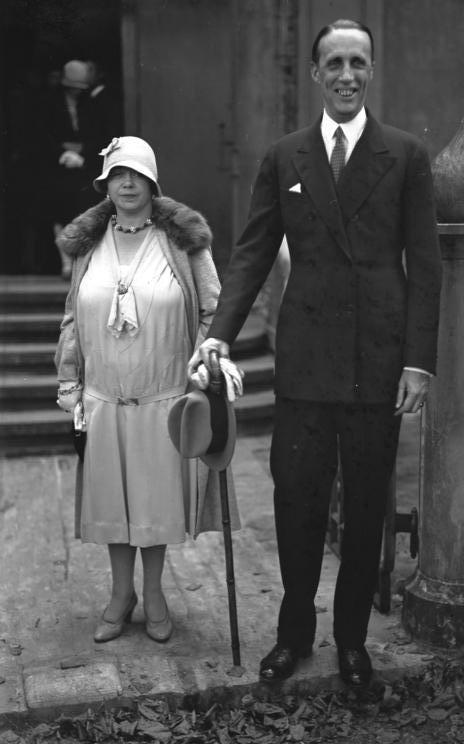
В 1929 году в Потсдаме у православной церкви Александра Невского

Через некоторое время супруги начали испытывать нехватку средств. Историк моды Александр Александрович Васильев описывает этот период её жизни: Нина работала в домах моделей князя Феликса Юсупова, давала уроки танца, решила открыть балетную студию (её сестра Лидия держала такую сначала в Берлине, а потом в Голландии), но позже изменила своё решение и основала дом моды «Бери», просуществовавший c 1925 года до 1936 года (сначала на улице Виала, 38-бис, потом на рю Дарданелл, 2).
«Благодаря прекрасному качеству шитья модели расходились по высоким ценам. Антонина Рафаиловна обладала несомненным вкусом, но, как нередко бывало в русских домах [моды], организационная часть оставляла желать лучшего. (…) Клиентки в нетерпении ожидали в салоне, и тогда к ним выходил князь Гавриил Константинович (…) развлекал клиенток: долго показывал альбомы с семейными фотографиями, комментируя каждую, чтобы растянуть время и дать возможность закончить заказ».
После закрытия дома моды супруги очень скромно жили в парижском предместье, где князь начал писать мемуары и устраивать партии в бридж для заработка, а Нина — давать уроки танцев и зарабатывать шитьём.
Балерина Бронислава Фоминична Нижинская пишет: «Среди моих поклонников были великий князь Гавриил Константинович и его молодая жена Антонина Рафаиловна (Нестеровская). Нестеровская была очень добра ко мне, когда я ещё училась в Театральном училище; я всегда с благодарностью вспоминала о её помощи во время ученического спектакля в 1906 году. Теперь она искренне радовалась моим успехам, называла дочкой и посылала цветы после каждого представления. Великий князь Гавриил нередко приглашал нас с Сашей к обеду».
Васильев цитирует воспоминание Н. Оффенштадт о ней: «Жили они дружно и часто устраивали чаепития. В пожилом возрасте Антонина Рафаиловна напоминала больше русскую простолюдинку, чем княгиню. Но как только она начинала говорить, сразу чувствовалась близость к великокняжеским кругам с их изысканными оборотами речи. Она была настоящая светская дама. Видимо, жизнь среди Романовых сделала её такой. А как только она закрывала рот, то опять начинала походить на русскую бабу с косой вокруг головы».
В 1936 году Нина организовала и возглавила Комитет по увековечиванию памяти отца Георгия Спасского, участвовала в устройстве Дома для престарелых имени отца Георгия Спасского в Севре (под Парижем), была председателем Кружка почитателей памяти отца Георгия Спасского и председателем Комитета по сооружению ему памятника на кладбище Сент-Женевьев-де-Буа (1947). В 1937 вместе с супругом посетила праздник Русского лицея имени императора Николая II в Версале (под Парижем).
Спустя год после её смерти 63-летний князь Гавриил женился 11 июня 1951 года на 48-летней княжне Ирине Ивановне Куракиной (1903—1993) — дочери Иоанна, епископа Константинопольского патриархата. Оба брака были бездетными.
В своих мемуарах, законченных после смерти Нины, вдовец вспоминает о ней с большой любовью и благодарностью. Гавриил и Нина похоронены под одним надгробным камнем на кладбище Сент-Женевьев-де-Буа под Парижем.

## Мемуары
- «Как был спасен князь Гавриил Константинович» // Иллюстрированная Россия. — 1934. — №№ 35—40.